# Fraternidade Sacerdotal de São Pio V

A Fraternidade Sacerdotal São Pio V (Fraternitas Sacerdotalis Sancti Pii V em latim - FSSPV) é uma organização internacional católica sedevacantista, fundada em 1983 pelo bispo Clarence Kelly com sede em Oyster Bay Cove, Nova Iorque. Alguns sacerdotes da FSSPV pertenciam antigamente à Fraternidade Sacerdotal São Pio X, mas por motivos litúrgicos e pelo fato da FSSPX não permitir sedevacantistas, se retiraram da sociedade sacerdotal gerida pelo Arcebispo Marcel Lefebvre, fundador da FSSPX.

## História

### Fundação
A FSSPV se desenvolveu fora da Fraternidade Sacerdotal São Pio X (FSSPX), a organização fundada pelo arcebispo tradicionalista Marcel Lefebvre. Em 1983, Dom Lefebvre expulsou quatro sacerdotes (Pe. Clarence Kelly, Pe. Daniel Dolan, Pe. Anthony Cekada, e Fr. Eugene Berry) da FSSPX do Nordeste dos EUA, distrito da sociedade. A FSSPV não aceita João XXIII como um papa eleito validamente, logo os sacerdotes sedevacantistas que futuramente fundaram a Fraternidade São Pio V eram contra as instruções de Dom Lefebvre para que a Missa Tridentina fosse celebrada de acordo com a edição de 1962 do Missal Romano emitido por João XXIII. Outras questões que causaram a divisão foram as instruções de Dom Lefebvre para que toda a sua Fraternidade aceitasse a validade dos decretos de nulidade proferidos de forma devida por tribunais de casamento diocesanos e a validade da ordenação de sacerdotes segundo o rito do Papa Paulo VI.
"Os Nove" (os quatro sacerdotes expulsos com mais cinco que saíram voluntariamente da FSSPX) recusaram a imposição do missal de 1962, com a adesão do nome de São José no Cânon da Missa. O motivo básico era a crença de que os papas que reinaram depois do Papa Pio XII (d. 1958) não tinham sido legítimos papas (Canon 1325, no. 2, 1917), embora Fr. Cekada mais tarde afirmou que... 'A questão do papa não foi levantada na época, isso não era um problema'. Eles sustentavam que estes Papas tinham ensinado oficialmente e/ou aceitado doutrinas heréticas, portanto, perderam o poder ou nunca ocuparam a Sé de Roma (Canon 188, n. 4, 1917)  Como a Sociedade de São Pio X, eles acreditavam que tinha havido novas interpretações dos ensinamentos tradicionais da Igreja em questões como liberdade religiosa. Um dos Nove, Fr. Dolan, admitiu que, enquanto um membro da Fraternidade São Pio X, ele havia concluído que a Sé de Pedro estava vaga.
"Os Nove" criaram uma sociedade sacerdotal sob a liderança de Pe. Clarence Kelly, seu ex-Superior do Distrito. Os oito sacerdotes foram os padres Thomas Zapp, Donald Sanborn, Anthony Cekada, Daniel Dolan, William Jenkins, Eugene Berry, Joseph Collins, e Martin Skierka. Outros sacerdotes se uniram posteriormente.

### Divisão
A sucessão apostólica antes e depois do Concílio Vaticano II.
Dentro de poucos anos, cerca da metade dos sacerdotes originais da FSSPV se separaram do Pe Kelly. A maioria deles formaram um grupo abertamente sedevacantista, "restauração católica", sob a liderança do PP. Dolan e Sanborn. Ambos foram posteriormente consagrados como bispos na linhagem episcopal do Arcebispo vietnamita Ngo Dinh Thuc Pierre Martin. Os outros sacerdotes fundaram ministérios independentes.
Fr. Cekada afirma  que isto resultou da desconfiança intrínseca da FSSPV de uma autoridade centralizada como existia na FSSPX, o que a torna vulnerável de ser 'corrompida' por um "golpe de caneta" pelo Vaticano. Em vez de congregações independentes serem uma fraqueza e algo a se lamentar, Fr. Cekada considera estes grupos e sacerdotes tomados em conjunto preferível à FSSPX, que tem continuado a manter contato com Roma e usa o Missal de 1962.

### Ordens episcopais
Em 19 de outubro de 1993, o Bispo Alfredo Méndez-Gonzalez de 86 anos, que serviu como bispo de Arecibo, Porto Rico até sua aposentadoria em 1974, consagrou Fr. Kelly como bispo em uma cerimônia em Carlsbad, Califórnia  Dom Méndez já tinha ordenado publicamente dois seminaristas da FSSPV ao sacerdócio em 1990. A consagração de Kelly foi anunciada poucos dias após a morte de Dom. Méndez em 1995.
Na quarta-feira, 28 de Fevereiro de 2007, Dom Kelly consagrou Fr. Joseph Santay, CSPV, ao episcopado em Oyster Bay Cove, Nova Iorque.

### Estruturas
A FSSPV tem atualmente cinco permanentes prioratos, e os seus sacerdotes servem uma rede de capelas, igrejas e locais de culto temporárias em 12 estados dos EUA (a partir de 2013). A FSSPV opera somente na América do Norte. A FSSPV não tem status canônico na Igreja Católica.

### Comunidades religiosas associadas
A Filhas de Maria, Mãe de Nosso Salvador é uma congregação de Irmãs fundada pelo então padre Kelly em 1984. Sua congregação de casa-mãe e noviciado está localizada em Round Top, Nova Iorque, na área de Catskill Mountains. As irmãs têm duas casas adicionais nos Estados Unidos, onde elas têm escolas e também estão envolvidas em outros tipos de trabalhos de caridade, como visitar lares. A atual Madre Geral é Mãe Maria Bosco.
A Congregação de São Pio V (CSPV) é uma sociedade de vida comum para os padres e irmãos coadjutores, fundada por Dom Kelly. CSPV foi formada para fornecer uma estrutura canônica para a incardinação dos sacerdotes e a filiação de religiosos. A Congregação opera o Seminário Imaculado Coração em Round Top, Nova York para seus candidatos, sob a direção do Bispo Joseph Santay, CSPV. Graduados do seminário são ordenados pelo Bispos Kelly e/ou Santay. A partir de 2013, a CSPV tinha sete membros padres incluindo Bp. Santay.